# Bitka pri Punk Hillu
Bitka pri Punk Hillu je bil razmeroma manjši spopad v večji vojni za živež ameriške revolucionarne vojne, vendar je za las zgrešil, da bi bil pomembna prelomnica.
Približno 3.000 britanskih rednih vojakov je zapustilo Amboy in se odpravilo na območje Punk Hilla, domnevno na iskanje krme. General William Maxwell je opazoval to gibanje z bližnjega hriba in poslal majhen odred, da bi nadlegoval Britance na levi ter poslal večjo silo na desno proti Bonhamtownu (kasneje je postal del Edison, New Jersey), v upanju, da jih bo obkolil. Večja sila je bila sestavljena iz dveh odredov, enega iz milice Pensilvanije polkovnika Potterja, ki mu je poveljeval polkovnik Cook. Drugi odred je bil iz enot Nove Anglije polkovnika Thacherja.
Cookovi in Thacherjevi možje so se združili približno pol milje (800 metrov) stran in skoraj takoj naleteli na precejšnjo napredno skupino Britancev in se z njo spopadli. General Maxwell je poslal polkovnika Martina in podpolkovnika Lindleyja, da bi ju hitro okrepila in začel zbirati svojo glavno silo, da bi jima sledila.
Britanci so prav tako poslali okrepitve, vendar jih je odrezal drug ameriški polk. Te britanske okrepitve so se umaknile v zmedi, kar je sprožilo splošno paniko med njihovimi tovariši in celoten spopad spremenilo v beg. Američani so jih zasledovali vse do Bonhamtowna in Metuchena, vendar niso imeli dovolj številčnosti ali kritja, da bi nadaljevali zasledovanje.
Ubiti so bili vsaj štiri Britanci in trije so bili ujeti. Eden od ujetnikov je razkril, da je bil general Howe med spopadom v Bonhamtownu. Če bi Maxwell to vedel vnaprej, bi bitka pri Punk Hillu lahko bila ključen trenutek v vojni.